# 腕垂症
腕垂症，又稱垂腕症或垂腕，此病症是手腕和手指的伸張肌局部痲痺。疾病可能輕微或嚴重，可能臨時或永久性的。可能為單側橈神經損傷後的現象，或雙側皆受到影響，如重症肌無力、格林-巴利綜合症或多發性硬化症。

## 醫學原因
- 多發性硬化症會導致腕垂症，但最早的症狀通常是視力模糊及感覺異常。 其他調查結果包括震顫，便秘，肌肉無力，麻痺，痙攣，反射亢進，步態不穩，吞嚥困難，發音障礙，排尿功能障礙，陽痿，和情緒不穩定。
- 重症肌無力方面較少發生腕垂症。 相關研究結果不同的肌肉群的影響，會產生弱視，咀嚼和吞嚥困難，鼻腔液體逆流和鼻音。頸部肌肉弱化可能導致頭部上下擺動。
- 橈神經病變，運動導致發炎和感覺功能損害， 這可能會導致腕垂症，如果神經損害是不完整發病是暫時性的。其他的發現包括：在橈神經損傷喪失手指和肘部延伸，前臂及拇指感覺異常和麻木和手部肌肉萎縮。
- 鉛中毒：無機鉛中毒可能導致運動神經病變，通常涉及到橈神經。

## 影響兒童
因橈神經損傷之兒童,最常發生腕垂症。